# Competenze digitali

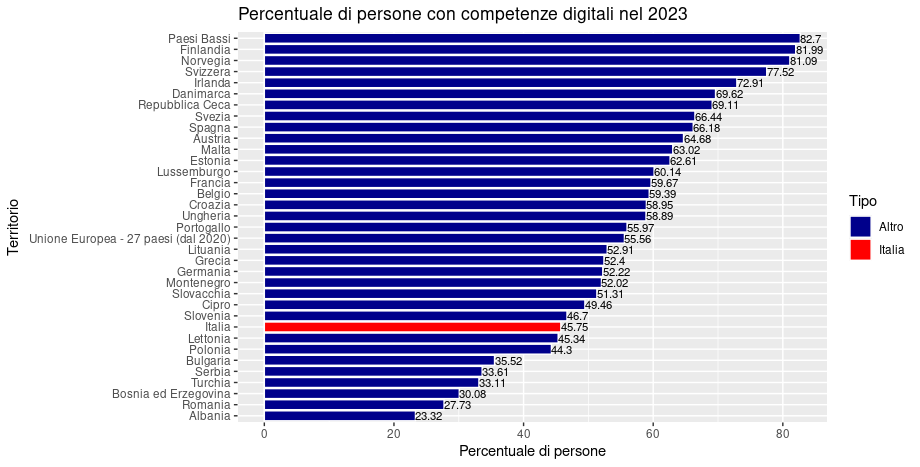
Fonte:[https://ec.europa.eu/eurostat/databrowser/view/ISOC_SK_DSKL_I21__custom_5364012/bookmark/table?lang=en&bookmarkId=adbd5d79-e7d6-48be-9e5a-fe687d156d16 Eurostat

Con il termine competenze digitali (in inglese digital skill o e-skill) si intende l'insieme delle conoscenze e delle abilità possedute da un individuo nel saper gestire ed impiegare in maniera adeguata le tecnologie dell'informazione e della comunicazione (ICT) in qualsiasi contesto. Una definizione più rigorosa è stata formulata nella Raccomandazione del Parlamento Europeo e del Consiglio dell'Unione Europea relativa a competenze chiave per l'apprendimento permanente pubblicata il 18 dicembre 2006, in cui si definisce come competenza digitale il "saper utilizzare con dimestichezza e spirito critico le tecnologie della società dell’informazione (TSI) per il lavoro, il tempo libero e la comunicazione".
Le competenze digitali possono essere suddivise in tre livelli principali a seconda del grado di conoscenza richiesto:
- Competenze digitali di base: sono le capacità richieste per l'applicazione efficace di sistemi e dispositivi ICT da parte dei cittadini e che coprono in generale l'alfabetizzazione digitale. A tale scopo nel 2010 il Joint Research Center della Commissione Europea ha realizzato il modello DigComp, che consente di definire in maniera precisa le competenze digitali di base.
- Competenze digitali specialistiche: sono le capacità richieste ai professionisti ICT per la ricerca, lo sviluppo, la progettazione, la pianificazione strategica, la gestione, la produzione, la consulenza, il marketing, la vendita, l'integrazione, l'installazione, l'amministrazione, la manutenzione, il supporto e l'assistenza ai sistemi ICT. A livello europeo sono state definite attraverso l'e-CF European e-Competence Framework 3.0, pubblicato come norma tecnica UNI EN 16234-1.
- Competenze digitali di e-leadership (o e-business): corrispondono alle capacità necessarie per sfruttare le opportunità fornite dai sistemi ICT al fine di assicurare prestazioni più efficienti ed efficaci di diversi tipi di organizzazioni, esplorare le possibilità di nuovi modi di gestire processi aziendali, amministrativi e organizzativi e/o per stabilire nuove attività. Tali competenze devono essere possedute da una figura professionale altamente qualificata, ossia l'e-leader, il quale deve conoscere approfonditamente l'organizzazione di cui è a capo per guidarla verso modelli aziendali più efficienti attraverso la loro digitalizzazione.

Inoltre le competenze digitali possono essere distinte a seconda delle abilità specifiche e trasversali possedute in:
- Digital hard skill: sono le competenze digitali tecniche che si apprendono attraverso un percorso di studi o corsi di formazione specifici e che possono essere quantificate in maniera oggettiva. Sono classificabili come digital hard skill la conoscenza dei principali programmi applicativi, la conoscenza di linguaggi di programmazione e le competenze tecniche acquisite in tematiche quali l'intelligenza artificiale, la robotica, l'Internet of Things, la cybersecurity e i big data.
- Digital soft skill: sono le competenze digitali trasversali, ossia quelle afferenti le relazioni interpersonali in un determinato contesto in cui si applicano i sistemi ICT e che non possono essere quantificate facilmente, in quanto sono legate al proprio bagaglio culturale e alle esperienze personali pregresse, nonché al modo con cui si interagisce con altre persone. Sono classificabili come digital soft skill l'alfabetizzazione digitale, il problem solving (in particolare quello riguardante la risoluzione di problemi tecnici in ambito ICT) e il knowledge networking (ossia la capacità di estrapolare ed immagazzinare in maniera struttura e a fini conoscitivi le informazioni reperite su Internet o altre reti informatiche).